# Russische Staatsbürgerschaft

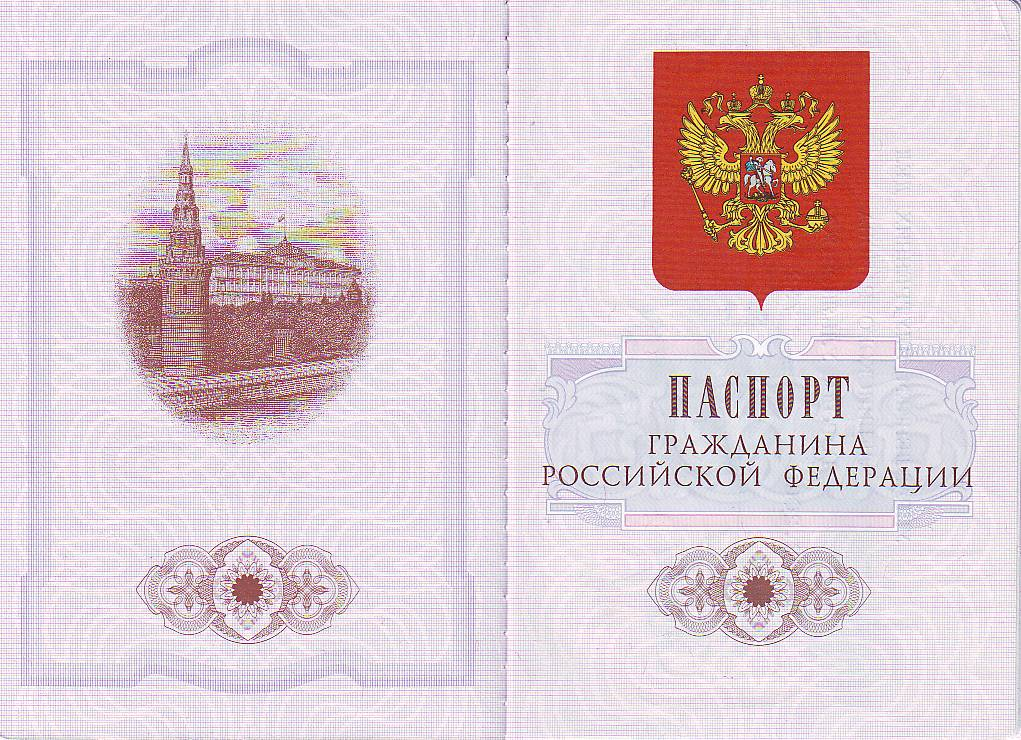
Russischer Reisepass

Die russische Staatsangehörigkeit bestimmt die Zugehörigkeit einer Person zum Staatsverband Russlands in den jeweiligen Grenzen mit den zugehörigen Rechten und Pflichten, beginnend mit dem Russischen Kaiserreich bis 1917, gefolgt von Sowjetrussland (1917 bis 1922) und dann wieder ab 1991 in der Russischen Föderation.
Die sowjetischen Inlandspässe (pasport), die als Personalausweis dienten, wiesen auch jeweils eine Nationalität aus. Dies ist in den Nachfolgestaaten der Sowjetunion übernommen worden. Das heute gültige föderale Gesetz zur Staatsangehörigkeit der Russischen Föderation wurde 2002 erlassen und anschließend mehrmals geändert.
Für Staatsbürger Russlands wird zur Unterscheidung von der Ethnie der Russen (russkij) das Adjektiv rossijskij verwendet, wofür im Deutschen das Lehnwort russländisch benutzt werden kann.

## Zarenreich

### Geschichte
Seit dem 16. Jahrhundert war es Usus, dass Personen, die zaristische Untertanen werden wollten, orthodox getauft sein mussten. Erst Peter der Große führte einen Untertaneneid ein. Abgesehen davon wurde die Naturalisation (russisch укоренение ukorenenie) bis 1864 von den Regionalbehörden ohne genauere Regelungen gehandhabt. Juden, Derwische, Jesuiten und von ihren Ehemännern getrennte Frauen wurden nicht eingebürgert.
Graf Speranski organisierte 1834 die Zusammenstellung eines Gesetzeskodex für das gesamte Reich. Er wurde in der zunächst 15-bändigen Sammlung Swod sakonow herausgegeben, die dann für Änderungen sukzessive erweitert wurde. Allgemein galt, dass der jeweils neueste Text einer Verordnung in diesem Korpus der verbindliche, anzuwendende Gesetzestext war. Für einen Untertanen (подданный poddannyj) war, vor der Bauernbefreiung 1861, die Zugehörigkeit zu einem Stand wichtigster Aspekt seines Platzes in der Gesellschaft. Ein vollwertiger Russe (russki) hatte sich außerdem zur rechtsgläubigen orthodoxen Kirche zu bekennen. Kinder aus Mischehen mussten vor 1870 von Gesetzes wegen orthodox getauft werden.

Russisch-Turkestan um 1900

Bis 1856 waren Genehmigungen für Auslandsreisen (zagranpasport) für russische Untertanen nur schwer zu erhalten. Für Russisch-Polen und das Großfürstentum Finnland galten teilweise abweichende Bestimmungen. Finnischer Bürger wurde man u. a. durch Eintragung in entsprechende Verzeichnisse der Städte.
Gegen Ende des langen Kaukasuskriegs, Anfang der 1860er, bot Russland den unterlegenen muslimischen Stämmen teilweise an, ins osmanische Reich umzusiedeln oder als russische Untertanen in die Region Kasan zu ziehen. Auch waren die muselmanischen Einwohner der in den 1860ern eroberten Khanate Zentralasiens zwar russische Untertanen, sie hatten aber einen gesonderten Status. So sah man es als inopportun an, sie Dienst an der Waffe leisten zu lassen.
Geflohene Leibeigene (побег pobeg) galten als Deserteure und wurden entsprechend streng bestraft. Nach der Bauernbefreiung galt dies weiterhin für Personen, die sich ohne Genehmigung länger als fünf Jahre im Ausland aufhielten. Besitztümer Adliger wurden in diesen Fällen eingezogen, Angehörige einfacher Stände wurden bei Rückkehr u. U. in abgelegene Regionen in Sibirien deportiert.
Prinzipiell stand man der Auswanderung vor 1880 feindlich gegenüber, danach blieb der bürokratische Prozess langwierig und sehr teuer. Dies galt noch viel mehr, wenn man eine Entlassungserlaubnis aus dem Untertanenstatus erlangen wollte.
Dabei ist zu berücksichtigen, dass das Zarenreich autokratisch regiert wurde und Freiheiten, besonders hinsichtlich Freizügigkeit, für Nicht-Adlige vergleichsweise gering waren.

### GesetzestextSwod Sakonowvon 1857
Die Regel über Ausländer und de Erwerb der russischen Untertanenschaft waren im Band IX, Buch I, Teil 6 der Sammlung Swod sakonow zusammengetragen. Der Gesetzestext von 1857 erfuhr eine weitreichende Lockerung am 10.jul. / 22. Februar 1864greg.. Man regelte den „Stand der Ausländer“ (russisch Состояніє иностранцевъ Sostojanіє inostranzew) in §§ 990-1031, wobei die §§ ab 1110 speziell die Einbürgerungsvorschriften enthielt. § 1031 war eine Sonderbestimmung für den Kaukasus.
Gewisse Sonderregeln, die Ausländerkolonien privilegierten, fanden sich im Band XII, Teil 2.
Die Neuausgabe 1876 enthielt vor allem redaktionelle Änderungen. Kleinere Modifikationen bis in die 1890er betrafen Gebiete am Rande des Reichs, so z. B. die Küste von Murmansk oder die Beschränkung der Einbürgerung von Koreanern und Chinesen in der Amur-Region.

#### Erwerb der Untertaneigenschaft ab 1864
- Per Geburt: Eheliche Kinder eines russischen Paares oder uneheliche Kinder einer russischen Mutter.
- In Russland geborene Kinder von Ausländern, die in den russischen Staatsdienst traten.
- Ausländerinnen, die einen Russen heiraten mit der Eheschließung. Sie blieben auch als Witwe oder Geschiedene Russinnen.
- Russinnen, die durch Heirat ihre Untertaneigenschaft verloren hatten, konnten als Witwe oder Geschiedene beim Chef des Gouvernements, in dem sie wohnten, unter Vorlage entsprechender Unterlagen, eine Bescheinigung darüber erhalten, die als Nachweis der Wiederaufnahme galt.[12] Für Jüdinnen galt dies nur, wenn sie Russland zu Ehezwecken nicht verlassen hatten.

Entgegen internationaler Praxis war der Erwerb durch Vaterschaftsanerkennung, Adoption oder automatisch bei Annahme einer Beamtenstelle nicht vorgesehen. Auch war eine Ersitzung durch langen Aufenthalt nicht möglich.

#### Einbürgerung
Ausländer, die sich in Russland niederlassen wollten, hatten beim Chef des Gouvernements eine entsprechende Erlaubnis einzuholen. Fünf Jahre nach Ausstellung derselben und Aufenthalt im Lande konnten sie die Einbürgerung beantragen. Die Entscheidung fällte der Innenminister nach Gutdünken. Vorzulegen war:
- ein Lebenslauf, der die bisherigen Aufenthaltsorte und Berufe im Lande aufführte
- Erklärung welchem Stand[13][14] und welcher religiösen Gruppierung man angehören wollte.
- beglaubigte Zivilstandsurkunden des Heimatlandes und soweit nötig Bescheinigung über geleisteten Wehrdienst dort.

In gewissen Fällen konnte die Wartezeit wegfallen (Ausländer im Staatsdienst, verdiente Persönlichkeiten u. ä.). Einbürgerungen erstreckten sich automatisch auf die Ehefrau, jedoch nicht die minderjährigen Kinder. Waren sie volljährig, konnten diese innerhalb eines Jahres nach ihren Eltern ebenfalls die Einbürgerung verlangen. Nach erfolgter Genehmigung war immer ein Untertaneneid zu leisten, die Bescheinigung darüber war die Einbürgerungsurkunde.
Ab 1890 war Ausländern Beschäftigung im Staatsdienst nur noch mit Sondergenehmigung erlaubt.
Neubürger waren zwei Jahre steuerbefreit.
Prinzipiell verboten blieb die Einbürgerung verheirateter Frauen ohne ihre Ehemänner, für Juden (gelockert 1890) und Minderjährige (unter 21).

#### Verlust
Eine Russin, die einen Ausländer heiratete, verlor mit der Hochzeit ihre Untertaneigenschaft. Vor 1864 hatte sie innerhalb von drei Jahren eventuellen Landbesitz zu verkaufen.
Personen, die vor Inkrafttreten des Gesetzes von 1864 russische Untertanen geworden waren, konnten danach, durch Erklärung, wieder ihre vorherige Staatsangehörigkeit annehmen, vorausgesetzt es war kein Strafverfahren anhängig und sie hatten ihre Steuern und Privatschulden beglichen. Ähnliches galt für heimkehrwillige Asiaten, die durch Zuwanderung automatisch russische Untertanen geworden waren.
Eine Entlassung auf Antrag (uvol’nenie iz poddanstva), z. B. um eine fremde Staatsbürgerschaft annehmen zu dürfen, lag vollkommen im Ermessen des Herrschers. In jedem Fall war für Personen ab 15 Jahren die Frage der Wehrpflicht zu klären.

### Verfassung 1906
Die kurzlebigen Staatsgrundgesetze des Russischen Kaiserreiches enthielten im Kapitel V (§§ 53-6) den Text des von allen männlichen Bürgern zu leistenden Untertaneneids. Kapitel VIII garantierte zum ersten Mal gewisse Bürgerrechte, Freizügigkeit gehörte nicht dazu.
Im Ersten Weltkrieg wurden gut die Hälfte der im Lande ansässigen Ausländer aus zu der Zeit feindlichen Nationen interniert und/oder ins Landesinnere deportiert (dies betraf in Sibirien auch tausende asiatische „Spione“). Ihnen wurde die Einbürgerung verboten, ebenso wie Neutralen, die nach Kriegsbeginn gekommen waren. Ab 1915 war es üblich Männer, die nun russische Untertanen wurden, sofort in die Armee einzuziehen.

### Kurilen
Im Vertrag von Portsmouth (1905) trat das Russische Kaiserreich die Kurilen und Südsachalin an das Japanische Kaiserreich ab. Den betroffenen Russen wurde eine zweijährige Frist zur Wahl der Staatsangehörigkeit (Option) gegeben. Wer nicht dort japanischer Untertan werden wollte, hatte in dieser Frist umzusiedeln. Seit 1945 sind die Inseln wieder von Russland besetzt, im Jahr darauf wurden sie annektiert.

## RSFSR in der Sowjetunion
Die Russische Sozialistische Föderative Sowjetrepublik (RSFSR) kannte wie alle anderen Sowjetrepubliken keine eigene Staatsangehörigkeit. Ihre Bürger hatten die sowjetische Staatsbürgerschaft.

## Russische Föderation
Russland trat 1993 dem seit 1954 geltenden Abkommen über die Rechtsstellung der Flüchtlinge bei.

### Staatsangehörigkeitsgesetz 1991
Das am 28. November 1991 verabschiedete neue russische Staatsbürgerschaftsgesetz führte zu einem extrem liberalen ius soli. Nach dem Zerfall der Sowjetunion waren gemäß Artikel 13 alle ehemaligen Sowjetbürger und Personen mit permanentem Aufenthalt (Inhaber einer propíska), welche am 6. Februar 1992 ihren Hauptwohnsitz in Russland hatten, russische Staatsbürger. Personen, die innerhalb eines Jahres eine Verzichtserklärung abgeben, wurde ihre Staatsbürgerschaft wieder aberkannt. Frühere Sowjetbürger oder Personen mit permanentem Aufenthalt, wurden trotzdem russische Staatsbürger, sofern sie das Land aufgrund von Bildung, Arbeit oder persönlichen Gründen verlassen hatten.
Um dem Art. 15 der Menschenrechtscharta gerecht zu werden verzichtete man auf die Regeln über den Entzug der Staatsangehörigkeit.
Frühere Sowjetbürger, die am 30. Dezember 1922 oder später geboren wurden, aber niemals Bürger der RSFSR waren, wurden trotzdem als solche betrachtet. Anlass dafür war eine Klage eines gebürtigen Russen, welcher später mit seinen Eltern nach Litauen zog und welchem nach Wiedereinreise in die Russische Föderation die russische Staatsbürgerschaft verwehrt worden war.
Allgemein konnte die russische Staatsbürgerschaft durch folgende Wege erlangt werden:
- durch Geburt, analog den Regeln von 1978
- durch Registrierung, Abstammung oder Option:
  - innerhalb von fünf Jahren nach Volljährigkeit, wenn die Person durch Geburt eine andere Staatsangehörigkeit hatte oder seine Eltern vor seiner Geburt die russische Staatsangehörigkeit aufgegeben hatten
  - bis Jahresende 2000: ehemalige Sowjetbürger, die nach dem 2. Februar 1992 wieder nach Russland zogen
  - Staatenlose, die am Tag des Inkrafttretens in Russland oder dem 1. Sept. 1991 in einer der Sowjetrepubliken wohnten
  - innerhalb eines Jahres nach Inkrafttreten: wohnortunabhängig Nachfahren ehemaliger Sowjetbürger
- durch Einbürgerung: Volljährige mit mindestens fünf Jahren, davon die letzten drei dauerhaft, Aufenthalt in Russland
- durch Wiederherstellung amtlicherseits

Entlassung aus der Staatsbürgerschaft wird verweigert solange ein Strafverfahren anhängig ist oder Wehrdienst noch nicht geleistet wurde.
Einige der Punkte trafen jedoch nur auf ehemalige Sowjetbürger zu. Für Einwohner des „nahen Ausland“, d. h. der GUS galten Sonderregeln. Geschätzt dreißig Millionen Russen wohnten 1991 in diesen Republiken.
Von 1993 bis 2001 gab es Programme zur beschleunigten Integration russisch-sprechender Bewohner, die sich aus den neuentstandenen Nachfolgestaaten kommend in der Russischen Föderation niederließen. Von den „heimgekehrten“ 728.000 Personen ließen sich fast 555.000 zu dieser Zeit beschleunigt einbürgern.
Doppelstaatlichkeit war 1991–93 mit Genehmigung zulässig, ab 1994 generell für Länder mit denen ein Abkommen auf Gegenseitigkeit bestand. Der Unionsvertrag mit Belarus 1999 schuf eine „Unionsbürgerschaft“ in dem Sinne, dass beiden Staaten in ihrem Gebiet den jeweils anderen Bürgern vollkommene Gleichbehandlung zugestehen, was auf Verwaltungsebene aber nicht immer umgesetzt wird.

### Staatsangehörigkeitsgesetz 2002

#### Neuregelungen
Auf eine Initiative von Wladimir Putin wurde 2002 ein neues Gesetz verabschiedet, das das alte von 1991 ersetzte.
Ein Hauptziel der Reform war es die Zahl der Wanderarbeiter bzw. Wirtschaftsflüchtlinge aus den zentralasiatischen Republiken, zuvorderst Usbekistan und Tadschikistan einzudämmen. Zunächst wurde die (Wieder-)Einbürgerung für Russen aus den ehemaligen Sowjetrepubliken erleichtert, seit 2009 ist dies wieder deutlich umständlicher. Die wichtigste Änderung war die Beschränkung des Geburtsortsprinzips auf Kinder ehemaliger Sowjetbürger, die auf dem Gebiet der Russischen Föderation geboren werden sowie Findelkinder und Kinder von Staatenlosen.
Demnach kann die russische Staatsbürgerschaft abhängig von folgenden Kriterien erlangt werden:
- durch Geburt (unter Auflagen bei Mischehen)
- durch Einbürgerung, sofern der Einzubürgernde seit mehr als fünf Jahren mit Aufenthaltserlaubnis in Russland lebt, keine Straftaten begangen hat, ein stabiles Einkommen hat, gesund ist,[29] seine bisherige Staatsbürgerschaft aufgibt und russisch spricht. Das bürokratische Verfahren ist umständlich, die Begutachtung der zahlreichen geforderten Unterlagen ist kleinlich.
  - Die Wartezeit verkürzt sich auf drei Jahre:
    - für ausländische Ehepartner (seit 2020 ohne Wartefrist falls gemeinsames Kind[30])
    - (schwerbehinderte oder arbeitsunfähige) Eltern, die volljährige Kinder mit russischer Staatsangehörigkeit haben[31]
    - schwerbehinderte oder staatenlose Ausländer, die vor Inkrafttreten dauerhaft im Lande wohnten
    - Ausländer, die Elternteil eines russischen Bürgers sind
    - Bürger ehem. Sowjetrepubliken, die diese Frist im russischen Militär gedient haben.

  - Die Wartezeit verkürzt sich auf 1 Jahr:
    - für anerkannte Flüchtlinge
    - Hochqualifizierte Wissenschaftler o. a. für Russland besonders wichtige Personen
- durch Wiederherstellung, nach drei Jahren im Lande
- durch Abstammung

Einbürgerungen von Ehepaaren (gleichgeschlechtliche Ehen sind verboten, siehe dazu Homosexualität in Russland) erstrecken sich auf minderjährige Kinder bis 14, Jugendliche ab 15 haben ein Optionsrecht. Volljährige müssen seit 1. Sept. 2017 bei der Einbürgerungszeremonie einen Treueeid leisten.

#### Gesetzesänderungen seit 2003
Kleinere Gesetzesänderungen 2003 und 2008 ermöglichen erleichterte (Wieder-)Einbürgerungen für Weltkriegsveteranen und für Personen, die zu Sowjetzeiten eine höhere Schulbildung im Lande erhalten hatten.
In Russland wohnende Doppelstaatler und Personen mit Daueraufenthaltsrecht in einem Drittstaat müssen dies seit 2014 melden. Die Verfassungsänderung 2020 schließt diesen Personenkreis von der Ausübung hoher Staatsämter oder als Richter aus.
In Ausnahmefällen kann der russische Präsident von Bedingungen freistellen, so zum Beispiel am 3. Januar 2013 als Putin den französischen Schauspieler Gérard Depardieu per Dekret zum russischen Staatsbürger machte. Ansonsten kommen vor allem Spitzensportler in den Genuss solcher Maßnahmen.
2014 diskutierte man die Einführung eines Staatsbürgerschaftskaufs für Investoren, die mindestens zehn Millionen Rubel, damals ca. 250.000 €, über drei Jahre ins Land hätten bringen müssen. Ebenso angedacht war es ausländische Absolventen einer russischen Universität, die drei Jahre im Lande gearbeitet hatten schon nach dieser verkürzten Wartezeit einzubürgern. Die letztendlich verabschiedeten Regeln differenzieren sehr stark. Einbürgerung ist nach drei Jahren möglich, wobei auf die Daueraufenthaltserfordernis ggf. verzichtet wird.
2017 lebten rund 2,6 Millionen Ukrainer in Russland. Durch Verwaltungsanweisung wurde deren Einbürgerung erleichtert, auf zustimmende Unterlagen aus der Heimat verzichtet. Ende des Jahres 2017 waren gut 600.000 Anträge diese Personenkreises anhängig.
Ein Ende 2018 verkündetes Einwanderungskonzept soll bis 2025 für Bürokratievereinfachung für Rückkehrer sorgen, wobei Fachkräfte und Personen, die sich bereit erklären in Sibirien zu leben, bevorzugt werden.
Im März 2020 wurde die russische Sprachprüfung als Einbürgerungsvoraussetzung für Bürger Belarus’ und der Ukraine abgeschafft. Auf dem Verordnungswege kam es 2022 und 2023 zu weiteren Erleichterungen zunächst für Ukrainer, dann auch für Personen, die während der „militärischen Spezialoperation“ freiwillig eine gewisse Zeit in der russischen Armee gedient hatten.

### Abchasien und Südossetien
Siehe den entsprechenden Abschnitt unter Georgische Staatsangehörigkeit.

### Pridnestrowische Moldauische Republik
Siehe Siehe den entsprechenden Abschnitt unter Moldauische Staatsangehörigkeit.

### Ukrainische Gebiete
Im Zuge der von vielen Ländern als völkerrechtswidrig betrachteten Annexion der Süd- und Ostukraine (seit 2014) werden russische Pässe ausgegeben.

#### Krim
Bei einem Referendum stimmten im März 2014 offiziell 95,5 % der Wahlteilnehmer für die Wiedervereinigung der Halbinsel Krim mit Russland. Gemäß dem Gesetz über die Wiedervereinigung vom 20. März 2014 wurden alle Bewohner, auch Staatenlose, russische Staatsbürger. Es wurden in Städten Dienststellen eingerichtet, bei denen Betroffene erklären konnten, die Ukrainische Staatsbürgerschaft behalten zu wollen. Etwa 3500 Personen (0,15 %) machten hiervon Gebrauch. Ukrainer, die dies nicht in der gesetzlichen Frist taten, können auf dem normalen Dienstweg die Entlassung aus der russischen Staatsbürgerschaft beantragen.

#### Donezk und Lugansk
Russland erkennt seit 2017 Inlandspässe der Volksrepubliken Donezk und Lugansk an. Deren Bürger erhalten seit 2019 anstandslos russische (Reise-)Pässe.

### Staatsangehörigkeitsgesetz 2023
Das Staatsangehörigkeitsgesetz 2023 konsolidierte vor allem die zahlreichen Änderungen der Vorjahre. Dabei gab es auch einige kleinere Verschärfungen betreffs des Erwerbs.
- Ab Geburt Russe werden nun auch Ausländerkinder, die auf einem russischen Schiff oder Luftfahrzeug geboren, sonst staatenlos wären.
- Die kurze Einbürgerungswartezeit von drei Jahren für Ehepartner wurde abgeschafft. Nur wenn es ein gemeinsames Kind gibt kann beschleunigt eingebürgert werden.
- Bei regulärer Einbürgerung nach fünf Jahren werden nun zusätzlich Kenntnisse in Staatsbürgerkunde verlangt und strengere Maßstäbe bei Vorstrafen angelegt.
- Die vereinfachte Einbürgerung für Investoren oder Russischsprecher, letzteres galt nur für Bürger von Belarus, Kazakhstan, Moldowien und der Ukraine, wurde abgeschafft. Stattdessen gibt es eine solche Möglichkeit für alle Dauereinwohner (und deren Nachfahren), die seit der Zeit des Zarenreiches oder Sowjetunion im Lande gelebt haben.
- Die Möglichkeit der Aberkennung von per Einbürgerung erworbener Staatsangehörigkeit aus „Gründen der nationalen Sicherheit“ wurde stark ausgeweitet, zusätzlich nun:
  - bei Tätigkeit als „Unerwünschte ausländische Organisationen“ in Russland, Art 284.1
  - bei „Diskreditierung der Armee“, Art 280.3
  - bei „Verbreitung von ‚Fälschungen‘ über die Streitkräfte der Russischen Föderation“, Art 207.3
  - bei öffentlichem Aufruf zur Verletzung der „territorialen Integrität der Russischen Föderation“, Art 280.1.[40]
- Bei Doppel-/Mehrstaatlichkeit wird unterschieden, ob ein entsprechendes Abkommen mit einem Land besteht (2024 nur Abchasien, Südossetien und Tadschikistan).